# Парадокс Эренфеста
Парадокс Эренфеста — мысленный эксперимент, рассматривающий диск, вращающийся с околосветовой скоростью.
В современном понимании показывает несовместимость некоторых понятий классической механики со специальной теорией относительности, а также возможность различного определения понятий времени и расстояния во вращающихся системах отсчёта.
Данный парадокс был выдвинут Эренфестом в 1909 году после разработки Эйнштейном специальной теории относительности.

## Суть парадокса
Рассмотрим окружность (или полый цилиндр), вращающуюся вокруг своей оси.
Так как скорость каждого элемента окружности направлена по касательной, то она (окружность) должна испытывать лоренцево сокращение, то есть её размер для внешнего наблюдателя должен казаться меньше, чем её собственная длина.
Если окружность имеет радиус {\displaystyle R}, то для внешнего наблюдателя её длина равна {\displaystyle 2\pi R}.
Однако, учитывая лоренцево сокращение, собственная длина окружности окажется больше:
{\displaystyle l={\frac {2\pi R}{\sqrt {1-(v/c)^{2}}}}={\frac {2\pi R}{\sqrt {1-\left(\displaystyle {\frac {\omega R}{c}}\right)^{2}}}},}
где {\displaystyle \omega } — круговая частота, {\displaystyle c} — скорость света.
Таким образом, изначально неподвижная жёсткая окружность после её раскручивания должна парадоксальным образом уменьшать свой радиус, чтобы сохранить длину.
По рассуждениям Эренфеста абсолютно твёрдое тело невозможно привести во вращательное движение, поскольку в радиальном направлении лоренцева сжатия быть не должно.
Следовательно, диск, бывший в покоящемся состоянии плоским, при раскручивании должен как-то изменить свою форму.

Длины светлых окружностей образуют арифметическую прогрессию, однако их радиусы растут при увеличении линейной скорости всё медленнее. Зелёные риски отмечают радиусы, получаемые делением длин на.

## Теоретический анализ

### Вращение в теории относительности

Пространственно-временная геометрия околосветового вращения

Замедление времени у края диска

Рассмотрим две системы отсчёта {\displaystyle K,K'} с общей осью {\displaystyle z}. Пусть {\displaystyle K} является инерциальной, а {\displaystyle K'} вращается с постоянной угловой скоростью относительно {\displaystyle K} вокруг оси {\displaystyle z}. В системе отсчёта {\displaystyle K} рассмотрим окружность с центром в начале координат в плоскости {\displaystyle xy}. В системе отсчёта {\displaystyle K'} она может рассматриваться как окружность с центром в начале координат в плоскости {\displaystyle x'y'}. Измерения длины окружности и её диаметра в системе {\displaystyle K} в соответствии с евклидовой геометрией в инерциальной системе отсчёта, дадут их отношение, равное {\displaystyle \pi }. Измерения длины окружности и её диаметра в системе {\displaystyle K'}, с точки зрения наблюдателя из системы {\displaystyle K}, вследствие лоренцева сокращения масштаба, приложенного вдоль окружности и неизменности
радиально приложенного масштаба, дадут их отношение, меньшее {\displaystyle \pi }. То есть с точки зрения наблюдателя из системы {\displaystyle K'}, отношение длины окружности к диаметру будет больше {\displaystyle \pi }. Также, с точки зрения наблюдателя из системы {\displaystyle K}, ход часов расположенных на окружности в системе {\displaystyle K'}, будет замедлен
вследствие их движения относительно системы {\displaystyle K}. Это означает, что в неинерциальной системе отсчёта {\displaystyle K'} метрика пространства-времени неевклидова. С точки зрения наблюдателя в системе отсчёта {\displaystyle K'} искривление пространства-времени объясняется гравитационным полем, действующим в этой системе отсчёта, с точки зрения системы отсчёта {\displaystyle K} - ускоренным движением точек окружности (принцип эквивалентности сил гравитации и инерции). Одним из следствий выводов из этого мысленного эксперимента является невозможность в общей теории относительности взаимной неподвижности системы тел, в том числе, невозможность существования абсолютно твердых тел (парадокс Эренфеста).
Рассуждение Эренфеста показывает невозможность приведения абсолютно твёрдого тела (изначально покоившегося) во вращение.
Оно, тем не менее, не опровергает существования жёстких равномерно вращающихся дисков.
Однако их пространственная геометрия должна быть отлична от евклидовой.
Пространственно-временно́е описание такого диска возможно при помощи координат Борна, однако течение времени на нём будет отличаться от галилеева.
Скорость времени будет зависеть от расстояния до центра, а скорости света вперёд и назад по направлению вращения в координатах Борна окажутся различны (см. также эффект Саньяка).
Построить ортогональную пространственно-временную систему координат, привязанную ко вращающемуся диску, оказывается невозможно.
Тем не менее оказывается возможным корректно определить расстояние на вращающемся диске в смысле римановой метрики.

### Геометрия вращающегося диска
Пользуясь координатами Борна, мы можем определить собственное расстояние между очень близкими точками диска.
Их можно представлять, например, соседними молекулами или атомами в металле, из которого сделан диск.
Локально расстояние оказывается устроено именно так, как полагал Эренфест: вдоль окружностей собственное расстояние превышает видимое в точности по закону лоренцева сокращения, а в направлении радиусов оказывается неизменным, то есть равным разности радиусов.
Вычисления показывают, что вращающийся диск, хотя предполагается лежащим в плоскости, должен (в смысле своей собственной геометрии) являться поверхностью с отрицательной кривизной.
Если считать рассматриваемое вращающееся тело имеющим толщину, то вдоль неё (то есть в направлении вдоль оси вращения), как и в радиальных направлениях, разницы между естественными и видимыми расстояниями не наблюдается.
В координатах {\displaystyle (\varphi ,\;r,\;z)}, таким образом, метрика всех трёх размерностей пространства будет выглядеть как:
{\displaystyle {\frac {c^{2}\,r^{2}}{c^{2}-\omega ^{2}\,r^{2}}}\,d\varphi ^{2}+dr^{2}+dz^{2}.}

### Парадокс Эренфеста и ОТО
Разрешение «парадокса» в современной форме вовлекает такой математический аппарат, как криволинейные координаты и геодезические, характерный для общей теории относительности. Тем не менее, хотя понятия ОТО вполне применимы к данному случаю, следует иметь в виду, что парадокс Эренфеста рассматривается в плоском, неискривлённом пространстве Минковского.
Вращение диска в гравитационном поле будет представлять уже иную задачу.

## Физическое толкование
Околосветовое вращение твёрдого тела едва ли может наблюдаться на практике, поскольку центробежная сила должна приводить (для диска, не удерживаемого никакими силами, кроме собственной прочности) к напряжениям порядка плотности материала, умноженной на {\displaystyle c^{2}}, которые не сможет выдержать никакое вещество или материал.
Если же компенсировать центробежную силу гравитационным полем (как происходит, например, в пульсарах), то мы выйдем за рамки применимости СТО, и геометрия тела, по-видимому, изменится иным образом, нежели описано выше.
При достижении же раскручиваемым диском умеренной скорости вращения его форма меняется гораздо сильнее от упругих деформаций, нежели из-за эффектов СТО. Релятивистский эффект Эренфеста лишь должен незначительно усилить продольное (вдоль направления вращения) растяжение материала диска. 